# Heidesee (Bottrop)
Der Heidesee in der Kirchheller Heide ist ein rund 34 Hektar großer Baggersee im Stadtteil Grafenwald des Bottroper Stadtbezirks Kirchhellen in Nordrhein-Westfalen. 

## Nutzung
Der Heidesee geht auf eine im 20. Jahrhundert betriebene Kiesgrube der Firma Becker zurück. Östlich des Sees befinden sich noch der kleinere Elsbach (Pfingstsee) und Weihnachtssee. Nach Beendigung des Kiesabbaus wurde der See im Sinne des Biotop- und Artenschutzes mit mehreren Inseln sowie das Umfeld für die naturnahe Erholung gestaltet.
Um den See herum führen Wanderwege. Ein Parkplatz fürs Naherholungsgebiet Kirchheller Heide befindet sich etwa 250 Meter vom Ostufer entfernt. Der See wird zum Angelsport und teilweise – trotz Verbots – auch zum Baden genutzt.
Seit Anfang 2011 wird der Westdamm durch eine Spundwand verstärkt. Diese vorsorgliche und rund 400.000 Euro teure Maßnahme der RAG soll ein Auslaufen des Sees durch Bergsenkungen im Abbaugebiet des Steinkohlen-Bergwerks Prosper-Haniel verhindern.

## Naturschutz
Im Heidesee existieren aufgrund einer an nährstoffärmere Verhältnisse gebundenen Unterwasserpflanzenvegetation fünf Armleuchteralgenarten (Characeen). Der See besitzt daher landesweite Bedeutung als Habitat.
Er bildet zusammen mit seinen beiden Nachbargewässern und einigen umgebenden Flächen das rund 54 Hektar große Naturschutzgebiet BOT-004  Heidesee in der Kirchheller Heide. Als FFH-Gebiet DE-4407-303 ist der Bereich Teil des europäischen Schutzgebietsnetzes Natura 2000.